# 새벽의 출격 (1930년 영화)
새벽의 출격(The Dawn Patrol)은 미국에서 제작된 하워드 혹스 감독의 1930년 전쟁 영화이다. 리처드 바델메스 등이 주연으로 출연하였고 로버트 노스 등이 제작에 참여하였다.

## 출연

### 주연
- 리처드 바델메스
- 더글러스 페어뱅스 주니어

### 조연
- 닐 해밀턴
- 프랭크 맥휴
- 클라이드 쿡
- 제임스 핀레이슨
- 윌리엄 자니
- 에드먼드 브레온

## 제작진
- 원작자: 존 몽크 사운더스
- 미술: 잭 오케이